# 30 Days of Night: Dark Days
30 Days of Night: Dark Days (titulado 30 días de oscuridad: Tinieblas en España y 30 días de noche 2: Días oscuros) es una película estadounidense de terror de 2010 y secuela de 30 Days of Night de 2007. La película está basada en el cómic homónimo y está dirigida y escrita por Ben Ketai y Steve Niles.

## Argumento
Tras los sucesos de Barrow (Alaska), donde la población fue diezmada por un ataque vampiro durante la noche del mes más larga del año, Stella (Kiele Sanchez) se dedica a dar conferencias por las universidades e institutos estadounidenses para contar lo sucedido en aquella localidad de Alaska y así convencer al mundo de la existencia de los vampiros mientras sigue amenazada por los mismos.
Con la muerte de su marido presente, decide marcharse a Los Ángeles y contar su historia en el salón de actos de una universidad. Allí es objeto de burla por parte de los asistentes hasta que ordena encender unos focos ultravioleta instalados antes del inicio de la charla. Entonces la mofa de los estudiantes se convierte en terror cuando ven con sus propios ojos que unos tantos asistentes (vampiros) se desintegran. Tras el caos ocasionado, es detenida por el agente Norris (Troy Ruptash). Sin embargo, consigue escapar cuando descubre que se trata de un humano aliado de los vampiros para conseguir la inmortalidad y más tarde contacta con tres personas: Paul, Amber y Todd (Rhys Coiro, Diora Baird y Harold Perrineau), los cuales van a la caza de la vampiresa reina (Mia Kirshner), con la convicción de que si acaban con ella, los demás morirán. Cuando estos le cuentan que Lilith fue la responsable de la masacre de Barrow, conoce a Dane (Ben Cotton), un vampiro aliado con los humanos y que tan solo se alimenta de la sangre de donantes que guarda en una nevera. Después de conocer al grupo, Paul convence a Stella de que se una a ellos para atacar su guarida.
A la mañana siguiente, cuatro de los cinco (Dane solo puede salir de noche) llegan hasta el "nido", pero una vez dentro caen en una emboscada y Todd es atacado y convertido en vampiro, por lo cual Stella no duda en golpearle con un ladrillo en la cabeza hasta la muerte. Atrapados, deciden esperar a la noche y aprovechar que los vampiros salen a cazar para escapar. Cuando cae la noche, Dane aparece y les libera, al mismo tiempo que se llevan a un vampiro para interrogarle sobre el paradero de la reina y el próximo objetivo, pero cuanto este se niega a confesar, le queman el rostro con rayos ultravioleta hasta que les confiesa que se encuentra en un barco amarrado en la bahía. Una vez que llegan al puerto, abordan el medio y planean atacar directamente. Mientras, Lilith insta al agente Norris a demostrar que es merecedor de la inmortalidad mostrando su valía como vampiro. Para ello, degüella a una rehén y se bebe la sangre de la víctima.
Mientras buscan supervivientes, el grupo empieza a sufrir bajas: Norris mata a Dane y los demás descubren que el barco se dirige a algún punto de Alaska aprovechando la próxima noche polar. Para impedir que lleguen a su destino, deciden enfrentarse al capitán del navío, el cual les comenta que los vampiros han amenazado con matar a su familia de negarse. Desafortunadamente, el arma de Amber se dispara por accidente y le mata cuando un vampiro le había atacado hasta tirarla por la borda. Finalmente solamente quedan con vida Stella y Paul, los cuales son capturados por Norris. Sin embargo, Stella consigue liberarse y logra sabotear los mandos de la nave, aunque Paul fallece.
Tras un combate cuerpo a cuerpo con Lilith, Stella decapita a la reina al mismo tiempo que aparece el clan de vampiros, los cuales al contemplar la escena, dejan paso a Stella sin atacarla.
Mientras estaba en el barco descubrió que puede resucitar a un vampiro muerto alimentándolo con su propia sangre, por lo que vuelve a Barrow para resucitar a su marido, pero este la ataca tras un abrazo.

## Reparto
| Actor              | Personaje     |
| ------------------ | ------------- |
| Kiele Sanchez      | Stella Oleson |
| Rhys Coiro         | Paul          |
| Diora Baird        | Amber         |
| Mia Kirshner       | Lilith        |
| Monique Ganderton  | Betty         |
| Harold Perrineau   | Todd          |
| Katharine Isabelle | Stacey        |
| Ben Cotton         | Dane          |
| Troy Ruptash       | Agente Norris |
| Katie Keating      | Jennifer      |

## Producción
Ben Kentai escribió el guion junto al creador de la franquicia Steve Niles. Los actores de la anterior película: Josh Hartnett y Melissa George decidieron no interpretar a los personajes de Eben y de Stella respectivamente. El elenco estuvo formado por los actores: Rhys Coiro, Mia Kirschner, Harold Perrineau, Kiele Sanchez y Diora Baird. El rodaje tuvo lugar en Vancouver, Columbia Británica, Canadá.

## Recepción y comercialización
Las críticas de la película fueron negativas en su mayoría. El portal web Dreadcentral puntuó la producción con una nota de 3,5 sobre 5 estrellas y describió: "[la película] es oscura, tétrica, nihilista y escalofriante". Fangoria fue una de las más críticas con el filme y le dio una nota de 1,5 estrellas sobre 5 y comentó: "en vez de mantenerse fiel a la historia del cómic, a medida que la película avanza, los personajes son cada vez más planos y sin interés alguno. En Rotten Tomatoes, los críticos dieron una nota del 17%.
El estreno tuvo lugar el 23 de julio de 2010 en el Comic-Con de San Diego al que asistió el reparto de la producción. El 5 de octubre de 2010 fue publicada directamente en DVD y Blue-ray con contenidos extras: audiocomentario y making of.

## Banda sonora
El guitarrista venezolano Andrés Boulton (perteneciente a la Familia Boulton) fue el encargado de componer la banda sonora.